# Sven Aggesen
Sven Aagesen – duński kronikarz (koniec XII wieku)
Na polecenie arcybiskupa lundzkiego Absalona (którego był bratankiem) opracował pierwszą pełną, lecz krótką historię Danii (od 300 do 1187). Nosi ona tytuł Compendiosa historia regum Daniae. Jest to kronika cenna z historioznawczego punktu widzenia, gdyż odcina się od wątków baśniowych.
Kronika wydana została po raz pierwszy drukiem w Langebecka i Suhma Scriptores rerum Danicarum medii aevi, tom 1, w 1772 r.